# Первухіна Юлія
Юлія Первухіна (до шлюбу Шелухіна; 28 січня 1988, Полтава, Українська РСР, СРСР) — українська і російська волейболістка, центральна блокуюча. Гравець національної збірної України.

## Із біографії
Займатися волейболом почала в п'ятому класі. Перша тренерка — Тетяна Бужинська. Також тренувалася під керівництвом Владислава Агасьянца. Після сьомого класу була зарахована до Київського обласного спортивного інтернату в Білій Церкві. Два роки виступала за місцеву команду вищої ліги «Рось». В 11-му класі переїхала до Запоріжжя, де захищала кольори клубу суперліги «Орбіта». Після школи навчалася в Запорізькому національному університеті на факультеті «Олімпійський і професіональний спорт».
У складі національної збірної грала у відбірковому турнірі на чемпіонат Європи 2011 року.
Двоюрідна сестра Юлія Шелухіна також захищала кольори збірної України. Зокрема, брала участь на чемпіонаті Європи 2001 року. На клубному рівні — чемпіонка України і Польщі.

## Клуби
| Роки      | Команди                          |
| --------- | -------------------------------- |
| 2003—2005 | «Рось-Університет» (Біла Церква) |
| 2005—2010 | «Орбіта» (Запоріжжя)             |
| 2010—2014 | «Хімік» (Южне)                   |
| 2015—2016 | «Олімп» (Куйбишев)               |
| 2016—2020 | «Сєвєрянка» (Череповець)         |
| 2020—2021 | «Тулиця» (Тула)                  |

## Досягнення
- Чемпіонка України (2): 2011, 2012, 2013, 2014
- Володарка кубка України (1): 2014
- Срібна призерка кубка України (2): 2011, 2012
- Бронзова призерка кубка України (1): 2013

## Статистика
Статистика виступів за «Хімік»
| Сезон     | Команда | Кількість матчів | Кількість матчів | Кількість матчів | Кількість матчів |
| Сезон     | Команда | Чемпіонат        | Кубок            | Єврокубки        | Всього           |
| --------- | ------- | ---------------- | ---------------- | ---------------- | ---------------- |
| 2010—2011 | «Хімік» | 24               | 5                | 3                | 32               |
| 2011—2012 | «Хімік» | 19               | 7                | 5                | 31               |
| 2012—2013 | «Хімік» | 31               | 2                | 8                | 41               |
| 2013—2014 | «Хімік» | 29               | 4                | 8                | 41               |
| Всього    | Всього  | 103              | 18               | 24               | 145              |